# Die Schlinge (Bykau)

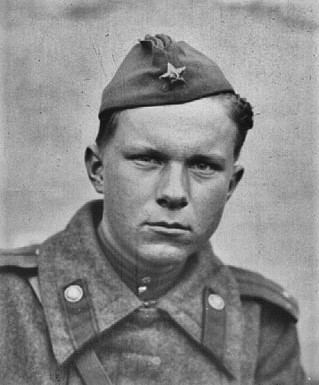
Wassil Bykau im Jahr 1944

Die Schlinge (belarussisch Сотнікаў Sotnikau, ursprünglich Ліквідацыя Likwidazyja, deutsch ‚Liquidierung‘, russisch Сотников Sotnikow) ist eine Novelle des belarussischen Schriftstellers Wassil Bykau, die – im Juli 1969 vollendet – in der belarussischen Literaturzeitschrift Polymja erscheinen sollte. Während sich die Drucklegung verzögerte, hatte der Autor seinen Text inzwischen ins Russische übertragen. So erschien die Novelle zuerst im Maiheft 1970 der Moskauer Nowy Mir.
1976 verwendete Larissa Schepitko Motive aus der Schlinge für ihren Film Die Erhöhung. 2013 wurde der Text in die Liste der Lektüren aufgenommen, die russischen Schülern empfohlen werden. Anlässlich des 90. Geburtstages Wassil Bykows wurde die Novelle im Jahr 2014 unter dem ursprünglichen Titel Liquidierung in Belarussisch erstmals in unzensierter Fassung herausgebracht.

## Inhalt
Sotnikau
Sotnikaus Vater, ein Uhrmacher und vormals „roter Schwadronskommandeur vom Revolutionären Kriegsrat der Kaukasusarmee“, war Bürgerkriegsinvalide. Der Vater erhoffte für den Sohn ein besseres Schicksal.
Vor dem Kriege war Sotnikau junior Lehrer. Das Regiment des Batterieführers Sotnikau war im Sommer 1941 vom Feind eingekesselt und stark dezimiert worden. Gegen den Angriff der Jus und Hes war die gewaltige Feuerkraft seiner Haubitzen verpufft. Sotnikau musste unterwegs, als die deutschen Panzer angriffen, von der Zugmaschine herunter. Der Batterieführer schob den Richtkanonier von seinem Platz an einer der letzten intakt gebliebenen Haubitzen beiseite – es ging um Sekunden –, nahm an der Richtoptik nacheinander ein paar gegnerische Panzer ins Visier und traf jedes Mal. Für das Befestigen der Holme war keine Zeit geblieben. Die Unterlassung rächte sich bitter. Zuletzt hatten Sotnikaus Soldaten aus dem Straßengraben auf die Sehschlitze der Panzer geschossen.
Handlung
Gegen Ende Februar 1942 im besetzten Weißrussland: Es geht ums nackte Überleben. Der 26-jährige ehemalige Oberfeldwebel einer Schützenkompanie Kolja Rybak, Sohn eines Mittelbauern, und der 25-jährige erkältete, von Hustenanfällen geschüttelte Sotnikau sollen für ihre im Wald versteckte Partisanengruppe in den umliegenden Bauerndörfern ein paar Lebensmittel ergattern.
Beim 67-jährigen Starost Piotra Katschan in Ljassiny versuchen die beiden Partisanen ihr Glück. Obwohl Piotra vom Feind als Ortsvorsteher eingesetzt ist, erschießen sie den Alten, der Trost über seiner Bibellektüre sucht, nicht. Piotra schlachtet eines seiner drei ihm verbliebenen Schafe für die verhungernden Partisanen im schneeverwehten Wald. Beim nächtlichen Marsch in Richtung Wald liefert sich Sotnikau mit einer auftauchenden Polizeistreife ein Feuergefecht und ermöglicht Rybak die Flucht mit dem geschulterten Schaf.
Rybak weiß nicht, wie er den Kameraden im Wald begreiflich machen soll, wo er Sotnikau gelassen hat und geht auf der eigenen Spur im Schnee zurück. Weil Sotnikau einen Steckschuss in den Oberschenkel abbekommen hat und die beiden bei Helligkeit sicher von der Polizei gefasst werden, müssen sie erneut einen Bauernhof – diesmal als Unterschlupf – aufsuchen. Darin finden die zwei Partisanen lediglich eine Kinderschar vor. Als die Mutter, das ist Dsjomjansche Auhinnja, nach Hause kommt, folgen ihr drei weißrussische Polizisten. Die zwei Partisanen verstecken sich auf dem Dachboden des Bauernhauses hinter Werg. Sotnikau bekommt einen seiner Hustenanfälle. Die Partisanen eröffnen wegen der Kinder im Haus nicht das Feuer und werden festgenommen. Die jammernde Dsjomjansche wird von einem Polizisten mit dem Ladestock verprügelt und mitgenommen. Ihre Kinder bleiben allein zurück.
Rybak, der sich bisher aus jeder Klemme herauswinden konnte, findet diesmal aus dem Polizeigebäude, einem stabilen Steinbau, keine Fluchtmöglichkeit. Zudem hat Sotnikau bei dem nächtlichen Feuergefecht den Polizisten Chadaronak tödlich verwundet.
Der polizeiliche Untersuchungsführer Partnou überantwortet Sotnikau nach ergebnislosem Verhör dem Büttel Budsila. Letzterer bricht Sotnikau die Finger und reißt ihm die Fingernägel mit einer Stahlzange aus. Rybak will im Verhör bei Partnou sein Leben retten und stellt Kollaboration in Aussicht. In der Gemeinschaftszelle im Polizeikeller, einem Rattenloch, werden außer den beiden Partisanen noch der Starost Piotra, die Dsjomjansche und Basja – ein 13-jähriges jüdisches Mädchen, das sich ziemlich lange im Dorf vor den Schergen verbergen konnte – festgehalten. Piotra berichtet den Partisanen, die Polizisten hätten das Schaf im Schnee gefunden. Und Piotra soll die Partisanen im Gefängnis aushorchen.
Wassil Bykau setzt den Leser beizeiten ins Bild. Die fünf sitzen in der Todeszelle. Sotnikau verliert mehrfach das Bewusstsein. In einem der wachen Momente kommt ihm die Erkenntnis, das ist seine letzte Nacht. Er beneidet die Soldaten – ehemals an seiner Seite, die im Gefecht durch die Kugel fielen. Jedenfalls will er als ehemaliger Kommandeur der Roten Armee aufrecht in den Tod gehn. Sotnikau findet sich mit seinem Tod ab. Ein Gefühl der Freiheit überkommt ihn. Was kann er noch Gutes tun? Er will die Schuld auf sich nehmen. Nach seinem Willen sollen die vier Mithäftlinge freigelassen werden.
Am nächsten Morgen werden die Häftlinge mit „Raustreten zur Liquidierung“ geweckt. Als Rybak an den Händen gefesselt wird, ruft er – vergeblich bettelnd – nach Partnou. Sotnikau macht vor dem Chef – das ist der Vorgesetzte des Untersuchungsführers Partnou – seine Aussage; nimmt alle Schuld auf sich und bittet um Freilassung der vier anderen. Der Bitte wird nicht entsprochen. Endlich kann sich Rybak bei Partnou anbiedern; bietet seine Dienste an. Rybak wird losgebunden. Sotnikau ruft: „Dreckskerl!“ Der Starost Piotra fügt leise aber fest an Rybaks Adresse bei: „Denk an Gott.“ Der Starost schreitet vornweg zum Richtplatz. Fünf Hanfschlingen sind für die Unglücklichen unter einem stabilen Torbogen geknüpft. Sotnikau will für einen Moment verzagen. Wollte er doch als Soldat durch die Kugel sterben. Er befiehlt sich aufrechtes Gehen. Dieses fällt ihm schwer. Das bemerkt auch Partnou. Rybak muss auf Patnous Geheiß Sotnikau stützen und auf den Holzklotz, der unter der Schlinge steht, helfen. Sotnikau macht sich von Rybak frei; will den letzten Schritt allein bewältigen. Rybak redet sich darauf ein, er muss den Klotz auf polizeilichen Befehl halten. Sotnikau kann das nicht länger mitansehen und  macht dem mit seinem gesunden Fuß ein Ende. Die titelgebende fünfte Schlinge für Rybak bleibt leer. Rybak muss sich auf Kommando in die Polizistenschar, die das Exekutionskommando darstellte, einreihen und mitmarschieren. Wassil Bykau schreibt über Rybak: „Er war allen und jedem ein Feind. Sich selbst wohl auch.“ Als Rybak zum Chef zitiert wird, schützt er einen Latrinenbesuch vor. An der Decke findet Rybak zwar einen Querbalken zum Erhängen vor, doch der Hosenriemen war ihm vor dem Keller abgenommen worden. Rybak verlässt die Latrine. Der Polizeichef wartet ungeduldig.

## Rezeption
Lola Debüser schreibt im Mai 1975 zu Rybaks Verrat: „Rybak fehlt das ureigene Gefühl der Verantwortung, das ureigene ‚Woran ich glaube‘, das zum Beispiel der Dorfstarost Piotra mit seiner Bibel hat …“

## Deutschsprachige Ausgaben
- Die Schlinge. Aus dem Russischen von Thomas Reschke. S. 5–171 in Wassil Bykau: Novellen. Band 2. Mit einem Nachwort von Lola Debüser. Verlag Volk und Welt. Berlin 1976 (1. Aufl., verwendete Ausgabe)